# Annaes Scientificos da Academia Polytecnica do Porto
Annaes Scientificos da Academia Polytecnica do Porto (abreviado Ann. Sci. Acad. Polytecn. Porto) fue una revista con ilustraciones y descripciones botánicas que fue editada en Oporto por la Academia Politécnica do Porto. Se publicaron 13 números desde 1905 hasta 1918/22.